# Berta Holenderska
Berta Holenderska (ur. ok. 1055 w Vlaardingen, zm. w 1093 w Montreuil) – królowa Francji w 1072–1092 jako żona Filipa I, matka Ludwika VI Grubego.
Była córką Florisa (Floriana) I (zm. 1061), hrabiego Holandii z dynastii Gerolfingów i jego żony Gertrudy saskiej (1030–1113). W 1072 matka wraz ojczymem, Robertem I Fryzyjskim, hrabią Flandrii, wydali ją za króla Francji Filipa I. Celem tego małżeństwa było znalezienie oparcia w sojuszu hrabstw niderlandzkich przeciwko Wilhelmowi Zdobywcy. Urodziła Filipowi pięcioro dzieci:
- Konstancję (1078–1124/26), żonę Hugona I, hrabiego Szampanii, później Boemunda I, księcia Antiochii;
- Ludwika VI Grubego (1081–1137), króla Francji od 1108, hrabiego Vexin i Vermandois;
- Henryka (ur. 1083, zmarłego młodo),
- Karola (ur. 1084, zmarłego młodo),
- Odona (1087–1096).

W 1092 Berta Holenderska pod pretekstem bycia zbyt grubą została oddalona przez Filipa I, który związał się z Bertradą de Montfort, żoną swego wasala Fulka, hrabiego Andegawenii. Umieszczono ją w Montreuil, gdzie krótko potem zmarła, mając ok. 38 lat.